# Сычевский, Аркадий Валерианович
Аркадий Валерианович Сычевский (21 января 1860, Санкт-Петербург — 22 ноября 1927, Харбин) — русский государственный и военный деятель, участник Русско-японской войны, Первой мировой войны, генерал от инфантерии.

## Биография
Начал службу 31 августа 1877 года. Окончил 1-е военное Павловское училище в производством в чин подпоручика (ст. 08.08.1879). Переведён в Павловский лейб-гвардии полк c чином прапорщика гвардии (ст. 08.08.1879). В 1884 году произведён в чин подпоручика, затем поручика. в 1886 году окончил Александровскую военно-юридическую академию (по 1-му разряду). В 1887-1893 гг. занимался юридической деятельностью в Московском военном округе. В 1891 году произведён в чин капитана. Помощник военного прокурора Московского военно-окружного суда (05.07.1893-08.05.1900). Подполковник (ст. 30.08.1893). Полковник (пр. 1897; ст. 13.04.1897; за отличие). Военный следователь Московского ВО (08.05.1900-18.12.1904). Принял участия в русско-японской войне. В 1904 году был командирован в г. Ляоян для усиления Приамурского военно-окружного суда, затем переведён в 17-й Восточно-Сибирский стрелковый полк. Награждён орденом Святого Георгия 4-й ст. (ВП 13.02.1905; за отличие при штурме Путиловской сопки в октябре 1904 года). Командир 19-го Восточно-Сибирского стрелкового полка (18.12.1904-09.03.1905). Генерал-майор (пр. 1905; ст. 18.08.1904; за отличие). Командир 2-й бригады 9-й Восточно-Сибирской стрелковой дивизии (09.03.1905-01.03.1906). Военный губернатор Забайкальской области и наказной атаман Забайкальского казачьего войска (23.02.- 22.08.1906). Военный губернатор Амурской области, командующий войсками области и наказной атаман Амурского казачьего войска (22.08.1906-23.07.1910). Генерал-лейтенант (пр. 1910; ст. 23.07.1910; за отличие по службе). Начальник 10-й Сибирской стрелковой дивизии (23.07.1910-15.02.1911). Начальник 35-й пехотной дивизии (15.02.1911-19.02.1913). Начальник Заамурского округа Отдельного корпуса пограничной стражи (19.02.-28.12.1913). Командир 5-го Сибирского армейского корпуса (28.12.1913-08.02.1914). Командир 2-го Сибирского армейского корпуса (с 08.02.1914), во главе которого вступил в первую мировую войну. На корпус пришлась основная тяжесть Варшавского сражения (09.1914). Генерал от инфантерии (доп. к пр. 06.12.1914; ст. 06.12.1914; за отличие). Командир 4-го Сибирского армейского корпуса (с 08.05.1915). Командир 23-го армейского корпуса (с 01.10.1915). Командир 7-го армейского корпуса (с 19.10.1916). После Февральской революции потерял должность и 05.04.1917 зачислен в резерв чинов при штабе Одесского военного округа, а 04.05.1917 уволен от службы по прошению с мундиром и пенсией. В эмиграции в Харбине (с 1923). Умер там же 22 ноября 1927 года. Похоронен на Новом кладбище.

## Награды
- Орден Святого Станислава 3 степени с мечами и бантом (1893)
- Орден Святой Анны 3 степени (1896)
- Орден Святого Станислава 2 степени (1902)
- Орден Святой Анны 2 степени с мечами (1905)
- Орден Святого Георгия 4-й степени (1905)
- Орден Святого Владимира 4 степени с мечами и бантом (1906)
- Георгиевское оружие (1906)
- Орден Святого Владимира 3 степени (1906)
- Светло-бронзовая медаль в память русско-японской войны 1904—1905 годов на Георгиевской и Александровской ленте (1906)
- Орден Святого Станислава 1 степени (1909)
- Орден Святой Анны 1 степени с мечами (1915)
- Орден Белого орла с мечами (1915)